# Kristianstads teater
Kristianstads teater är Kristianstads centrala teaterbyggnad, invigd 1906.
Kristianstads teater är en av landets äldsta som fortfarande är i bruk. Den vita betongbyggnaden i jugendstil är ritad av Axel Anderberg, som bland annat även ritat Kungliga Teatern och Oscarsteatern i Stockholm, och den är placerad vid Helge å mitt i Tivoliparken. Salongen går i rött, grönt och guld med två balkonger, 362 sittplatser och plafondmålningar med mytologiska motiv av Nils Asplund. Teatern fungerar som gästspelsteater med bland annat årligt återkommande musikaluppsättningar, av bland andra Emil Sigfridssons sällskap, Riksteatern, konserter med mera.

## Historik
Teatern hette ursprungligen Tivoli-Teatern och skapades som en privatteater av kulturintresserade borgare genom Kristianstads Teateraktiebolag på tomtmark upplåten av Kristianstad kommun. Den invigdes 1 september 1906 med Julia Håkanssons teatersällskaps uppsättning av Shakespeares En midsommarnattsdröm. Kristianstad var en svensk pionjärstad för filmproduktion och på 1920-30-talen blev konkurrensen från filmen så kännbar, att teatern till stor del fick användas som biografteater under namnet Teaterbiografen. 1925 var verksamheten på väg mot konkurs men räddades av att kommunen tog över en större del av ansvaret. Numera drivs teatern helt i kommunal regi. 
Trånga foajéutrymmen och allmänt slitage ledde 1963 till en restaurering och tillbyggnad av entré och garderobsutrymmen, ritade av stadsarkitekten Robert Larsson. Teatern återinvigdes 28 januari 1964 med Riksteaterns uppsättning av musikalen Teaterbåten, samt en prolog av Alf Henrikson framförd av Gaby Stenberg med fanfar av stadens militärtrumpetare.